# Гумбсхайм
Гумбсхайм (нем. Gumbsheim) — община в Германии, в земле Рейнланд-Пфальц. 
Входит в состав района Альцай-Вормс. Подчиняется управлению Вёльштайн.  Население составляет 617 человек (на 31 декабря 2010 года). Занимает площадь 3,34 км².